# Màlaga (vi)
Màlaga és una varietat de vi generós amb denominació d'origen produït a la província de Màlaga. La denominació d'origen màlaga va ser creada el 1932 i empara vins dolços elaborats principalment amb raïms moscatell i pedro ximenes, cultivats a les muntanyes de Màlaga, la Ajarquía, la Costa del Sol Occidental, la comarca d'Antequera, la Serrania de Ronda i els municipis cordovesos de Benamejí i Palenciana.

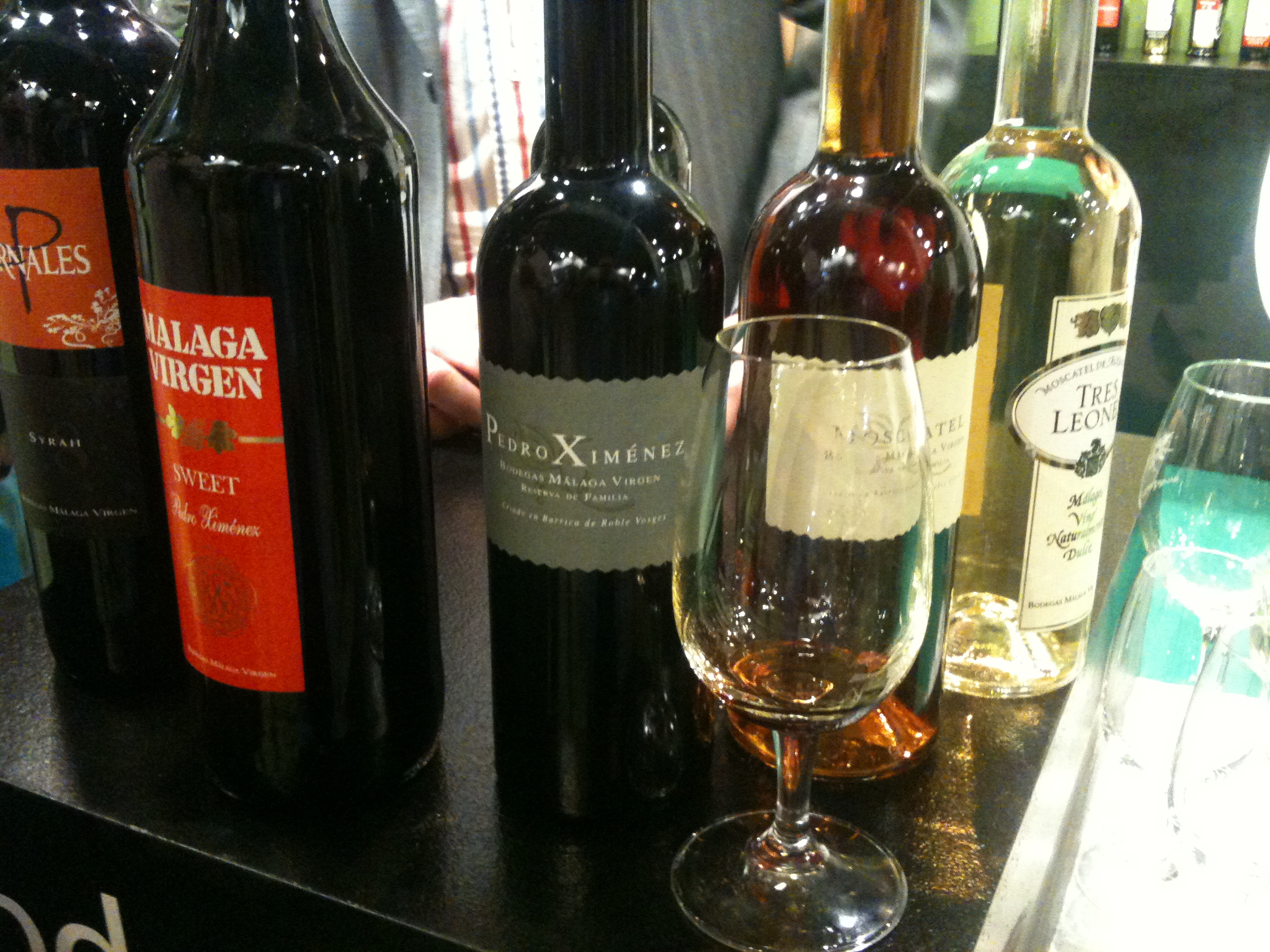

La superfície en producció és d'unes 1.000 ha a una alçada mitjana de 600 m. El mateix consell regulador també regula les denominacions d'origen Pasas de Málaga i Sierras de Málaga. La denominació d'origen Màlaga va obtenir el seu registre davant de la Unió Europea el 13 de juny de 1986 i també disposa de registre davant de l'Organització Mundial de la Propietat Intel·lectual.
D'acord amb el seu contingut en sucre, els vins es poden denominar: dolços, semidolços, semisecs i secs. Dins la categoria dolça destaca el vi dolç natural obtingut de mosts procedents de les varietats pedro ximenes i/o moscatell amb una riquesa natural inicial mínima de sucres de 212 grams per litre, i amb un grau alcohòlic no inferior a 7% vol., procedent de la fermentació d'aquests mosts. La zona d'elaboració, envelliment i criança coincideix amb la zona de producció.